# Effet Nernst de spin
L'effet Nernst de spin est un phénomène de génération de courant de spin provoqué par le flux thermique d’électrons ou de magnons dans la matière condensée. Sous l’effet d’un entraînement thermique tel qu’un gradient de température ou un gradient de potentiel chimique, les porteurs de spin vers le haut et vers le bas peuvent circuler perpendiculairement au courant thermique, mais dans des directions opposées, et ce sans application d’un champ magnétique. Cet effet est similaire à l’effet Hall de spin (en), où un courant de spin pur est induit par un courant électrique.
L’effet Nernst de spin peut être détecté par la séparation spatiale des espèces de spin opposées, typiquement sous forme de polarisation de spin (accumulation de spin déséquilibrée) aux bords transverses d’un matériau.
L’effet Nernst de spin pour les électrons a été observé expérimentalement pour la première fois en 2016, et publié par deux groupes indépendants en 2017,.
L’effet Nernst de spin pour les magnons (quanta des excitations d’onde de spin) a été proposé théoriquement en 2016, dans des matériaux antiferromagnétiques colinéaires, mais sa confirmation expérimentale reste incertaine. En 2017, à peu près à la même époque que l’observation expérimentale de son homologue électronique, l’effet Nernst de spin des magnons a été revendiqué dans le trichalcogénure de métal de transition MnPS3. Cependant, l’expérience présentait des ambiguïtés qui ne permettent pas de vérifier de manière concluante cet effet, nécessitant de futures études expérimentales. Selon une description plus précise tenant compte de la géométrie réelle des dispositifs, il est admis que la détection optique serait plus fiable que la détection électronique. À ce jour, aucune détection optique de l’effet Nernst de spin des magnons n’a été rapportée.